# Sergei Semjonowitsch Namjotkin
Sergei Semjonowitsch Namjotkin, russisch Серге́й Семёнович Намёткин,  englische Transkription Sergey Semyonovich Namyotkin, auch Nametkin,  (* 3. Juli 1876 in Kasan; † 5. August 1950 in Moskau) war ein russischer Chemiker.

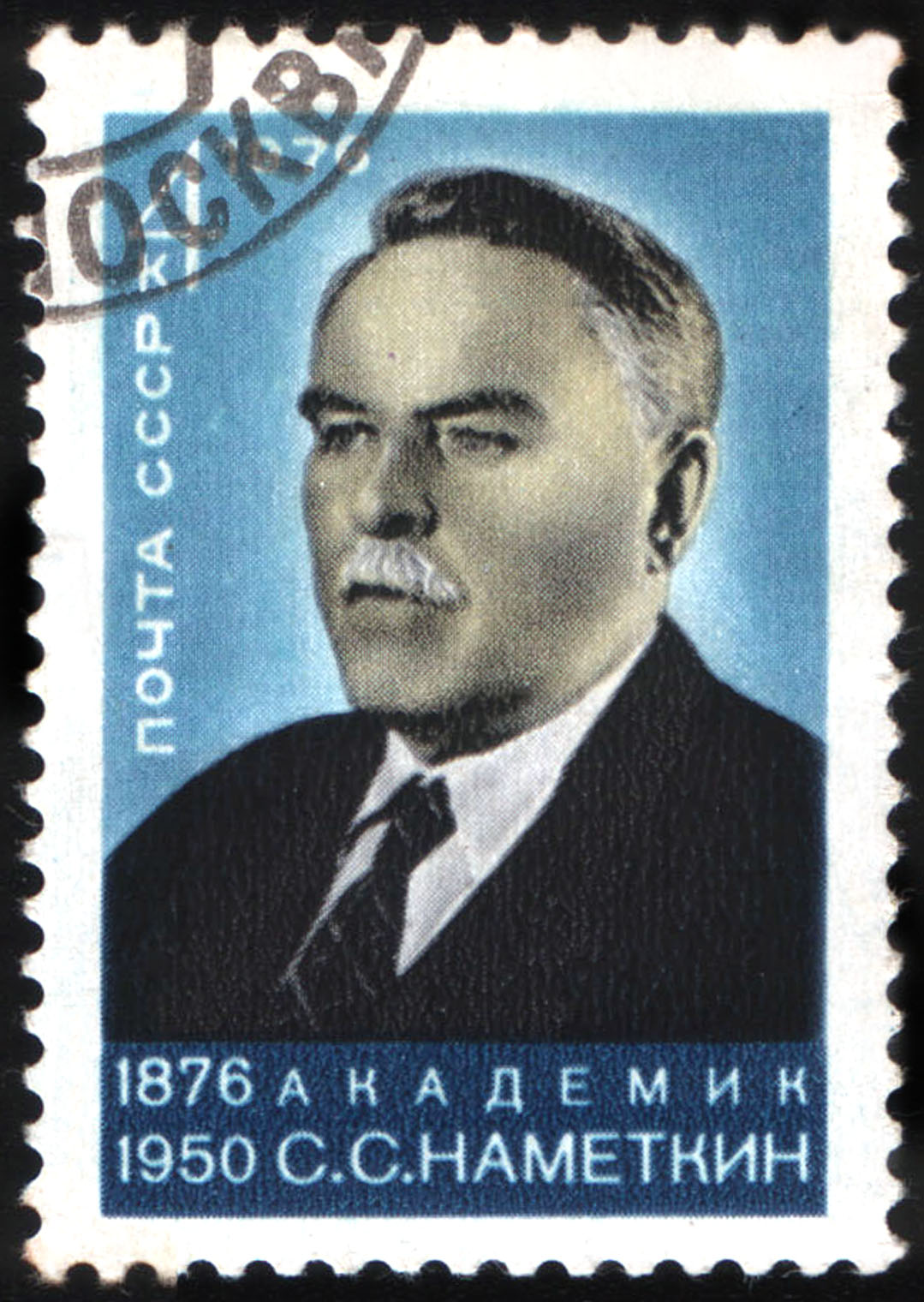
Namjotkin auf einer sowjetischen Briefmarke

Namjotkin studierte ab 1896 zuerst Mathematik und dann Naturwissenschaft mit Schwerpunkt Chemie an der Lomonossow-Universität mit dem Abschluss 1902. Er lehrte dort und ab 1910 an der Höheren Frauenschule in Moskau (ab 1918 die Zweite Moskauer Universität und heute die Staatliche Pädagogische Universität Moskau), an der er 1911 nach dem Magister-Abschluss Professor wurde. 1917 wurde er in Petrograd promoviert und wurde 1919 Rektor der zweiten Universität in Moskau und gleichzeitig Professor für Organische Chemie an der Lomonossow-Universität.  1925 wurde er stellvertretender wissenschaftlicher Direktor des Staatlichen Erdölinstituts und 1927 Professor für Petrochemie an der Bergbauakademie. 1931 bis 1944 war er Leiter der Duftstoffsynthese in einem großen Parfümwerk und 1938 Leiter der Organischen Chemie an der Lomonossow-Universität. 1939 wurde er Direktor des Instituts für fossile Brennstoffe der Akademie der Wissenschaften der UdSSR.
Er befasste sich vor allem mit Petrochemie, Duftstoffen, Herbiziden, Wachstumsstoffen und Wachsen (Ceresine). Er forschte über Alicyclische Verbindungen und besonders Campher und Terpenen. Er fand 1914 eine Methode zur Gewinnung von Ketonen vom Campher-Typ mit Nitrierung, nachdem er in seiner Magister-Arbeit Nitroverbindungen von Naphthenen untersucht hatte. Eine Umlagerung von Camphen, ein Spezialfall der Wagner-Meerwein-Umlagerung, ist nach ihm benannt.
Er war seit 1939 Vollmitglied der Akademie der Wissenschaften der UdSSR. Neben anderen Auszeichnungen erhielt er den Leninorden und den Orden des Roten Banners der Arbeit.

## Schriften
- Chemie des Erdöls, 2 Bände, 1931 bis 1935 (russisch)